# نیپون کیبل

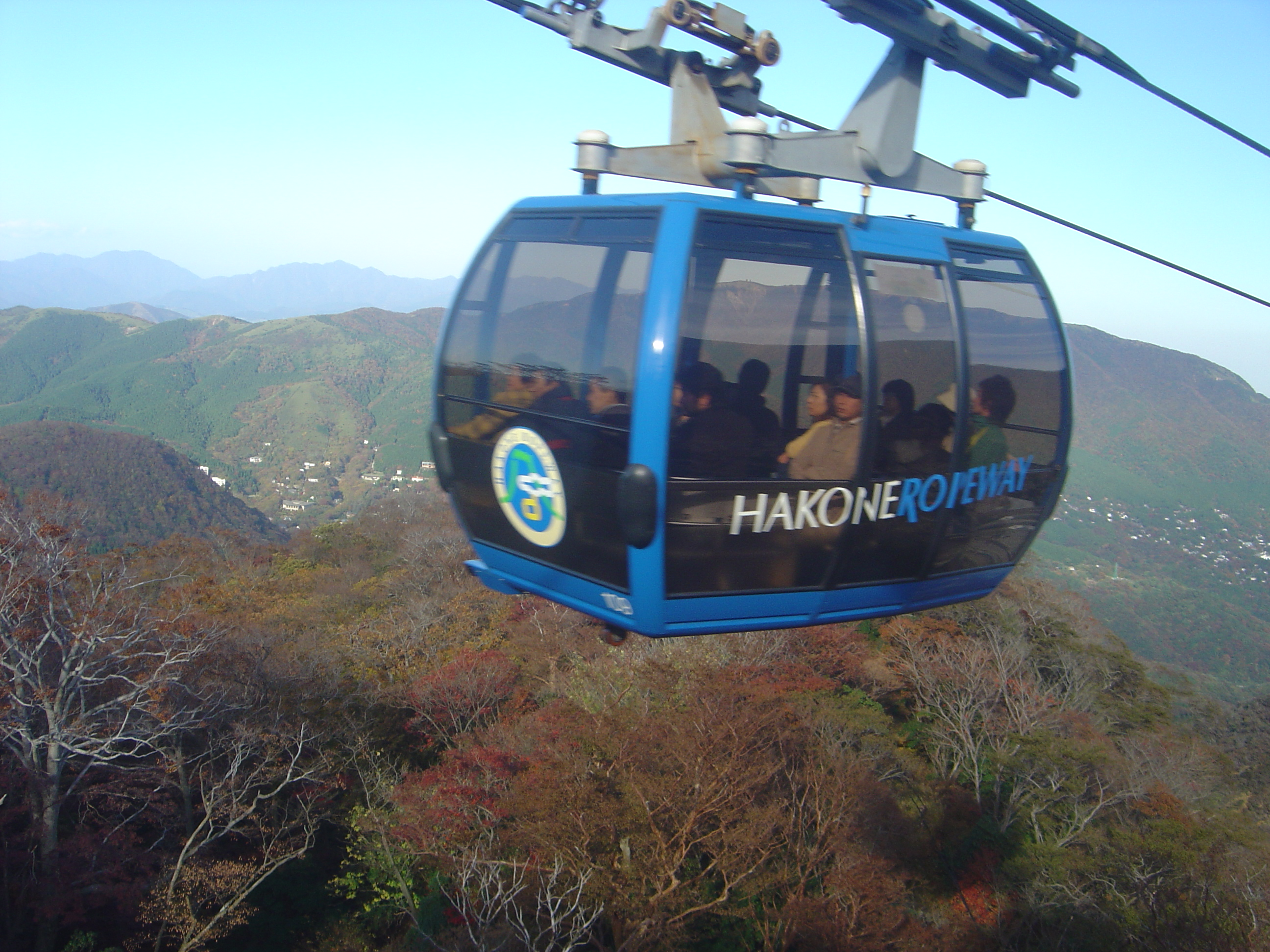
کابین تله‌کابین محصولی از نیپون کیبل - ۲۰۰۵

نیپون کیبل (انگلیسی: Nippon Cable) شرکت تجهیزات ترابری ژاپنی است، که در سال ۱۹۵۳ تأسیس شد.